# Черемишево
Черемишево — село в Лямбирском районе Республики Мордовия России. Входит в состав Лямбирского сельского поселения.

## География

### Географическое положение
Черемишево находится на севере республики Мордовия, в 12 км от Саранска. Село с двух сторон окружено лесами (Черемишевским и Щербаковским), на правом берегу реки Черемишенка.

### Уличная сеть
Село Черемишево включает в себя 4 улиц: Долгая, Молодёжная, Колхозная,Дачная.

## Гидрографическая сеть
На территории села протекает река Черемишенка (приток реки Пензятка).
Также на территории села есть Черемишевский пруд.

### Климат
Климат умеренно континентальный, характеризуется относительно холодной, морозной зимой и умеренно жарким летом. Средняя годовая температура +3,9 °C. Средняя температура зимы −11 °C, лета — +18 °C. Самый холодный месяц — январь, со средней температурой −11,7 °C, самый тёплый — июль, его средняя температура +19,3 °C. Абсолютный температурный максимум составляет +37 °C (в 2010 году наблюдалась аномальная жара, температура воздуха превышала +39 °C, а абсолютный температурный минимум — −49 °C. Средняя годовая сумма осадков около 500 мм. Отклонение в сторону минимального и максимального значений до 180 мм.

## История
В 1642 году на строительство Саранской крепости из города Темников были высланы 40 человек служивых татар и мурз. Они поселились на месте нынешнего села, и фактически стали его основателями.
По воспоминаниям старожилов, старое село располагалось между Черемишевским и Щербаковским лесами, напротив Бикмурза оврага. По воспоминаниям, выбранная территория была наиболее благоприятной для ведения хозяйства. Трудолюбивые руки жителей обработали землю под поля, а благодаря недалеко расположенным лесам, нехватки древесины как таковой не было. Но жизнь в лесу приносила массу неудобств. В обоих лесах водилось много хищников, особенно кабанов, лис, волков и змей. Жить вблизи лесного массива становилось все опаснее, и поэтому всеми поселениями было принято решение перебраться с насиженного места поближе к горному склону, к протекающей под ним речке Талославская.
В Великой Отечественной войне погиб 181 уроженец села.

## Население
| 2002 | 2010 | 2021 |
| ---- | ---- | ---- |
| 537  | ↗552 | ↘546 |

По итогом переписи населения 2010 года в Черемишево постоянно проживают 552 человека.
Основное население — татары.

## Известные уроженцы, жители
Одним из уроженцев Черемишево был Герой Советского Союза (1943), участник Великой Отечественной и войны с Японией, генерал штаба ВС СССР (1970) — Чураков Фатих Хусаинович (6.12.1924 — август 1999 гг.).
В будущем планируется открытие мемориального стенда в память о погибших односельчанах.

## Религия
Большинство черемишевцев являются приверженцами ислама суннитского толка.
В Черемишево уже больше 10 лет действует мечеть, которая в 2015 году получила имя «Гафяр» в честь уроженца села Жафяра Хасановича Прянкова.
Мусульмане села собираются в мечети на праздничные и пятничные намазы.

## Инфраструктура
В селе действует Черемишевская основная общеобразовательная школа, история которой ведётся с 1931 года.

## Транспорт
В село ежедневно проводятся автобусные перевозки пассажиров по маршруту № 214 (Саранск — Черемишево), транспорт марок Газель и ПАЗ-3205 прибывают в село в 6:00 (будние дни), 7:00, 9:00 и 17:00. Стоимость билета 42 рубля (на апрель 2020 года).